# Келлер, Фердинанд (футболист)
Фердина́нд Ке́ллер (нем. Ferdinand Keller; 30 июля 1946, Мюнхен, Американская зона оккупации Германии — 11 декабря 2023) — западногерманский футболист, играл на позиции нападающего. 

## Биография

### Клубная карьера
В возрасте 19 лет Келлер присоединился к клубу Бундеслиги «Мюнхен 1860», но не пробился в основной состав. Следующие четыре сезона он играл за «Пазинг» в Ландеслиге Бавария-Юг. В 1969 году вернулся в состав «Мюнхен 1860» и 16 августа 1969 года дебютировал в Бундеслиге в 1-м туре в матче с «Алеманнией» (0:0). В своём первом сезоне за «львов» он сыграл 24 матча и забил 2 гола, но это не помогло его команде остаться в Бундеслиге. После вылета «львов» во Вторую Бундеслигу перешёл в «Ганновер 96».
В составе «96-х» Келлер показывал результативный футбол, за два сезона сыграл 61 матч и забил 39 голов. В 1972 году вернулся в «Мюнхен 1860», в составе которого отыграл четыре сезона. За четыре сезона в составе «львов», которые он играл во Второй Бундеслиге, сыграл 122 матча и забил 93 гола и этот голевой результат является одним из лучших в истории клуба. Летом 1976 года Келлер перешёл в «Гамбург», в составе которого отыграл два сезона и в 1977 году выиграл Кубок обладателей кубков УЕФА после победы в финале над бельгийским «Андерлехтом» со счётом 2:0. Завершил карьеру в нойнкирхенской «Боруссии».

### Карьера в сборной
3 сентября 1975 года сыграл единственный матч за сборную ФРГ против сборной Австрии (2:0).

### Смерть
Скончался 11 декабря 2023 года в возрасте 77 лет.

## Достижения
«Гамбург»
- Обладатель Кубка обладателей кубков (1) : 1977